# 2012년 프랑스 대통령 선거
2012년 프랑스 대통령 선거는 프랑스 제5공화국의 10번째 프랑스 대통령 선거이다. 2012년 5월 16일 임기 만료되는 니콜라 사르코지 대통령의 후속 대통령을 선택하는 선거이다. 1차 투표는 4월 22일에 있었으며, 과반수를 획득한 후보가 없어 5월 6일 결선투표가 치러졌다. 1차 투표 결과 상위 득표자인 올랑드와 사르코지가 결선 투표에 진출했다. 결과는 프랑수아 올랑드의 승리였다.

## 선거제도
프랑스의 대통령은 국민의 직접선거로 선출된다. 1차 투표의 유효표의 과반수 이상을 한 후보가 득표하는 경우 대통령으로 선출된다. 1차투표 과반수 득표자가 없는 경우(현재까지 모든 선거에서 1차 과반득표자가 없었음), 1차 투표 다득표자 2인을 대상으로 결선투표를 실시한다.
18세 이상의 프랑스 시민이며, 선거인명부에 등재되어 있는 경우 선거권을 가진다. 선거권을 가진 18세 이상의 프랑스 시민이며, 500명의 추천인(자치단체장, 유럽의회 의원, 프랑스 의회의원, 지방의회 의원 등 선출직 공직자)로부터 지지서명을 받을 수 있는 경우 입후보할 수 있다.

## 후보
2012년 초 20여 명이 대선출마 뜻을 밝혔다. 하지만 최종적으로 프랑스 헌법위원회가 2012년 3월 19일 발표한 대통령후보 등록요건을 충족시킨 후보는 10명이었다. 명단은 다음과 같다.
- 니콜라 사르코지 (57, 남, Nicolas Sarközy): 현직 대통령. 대중운동연합(UMP)
- 프랑수아 올랑드 (57, 남, François Hollande): 전 당 제1서기. 사회당(PS)
- 마린 르 펜(43, 여, Marine Le Pen): 당수. 국민전선(FN)
- 프랑수아 바이루(60, 남, François Bayrou): 민주운동(MoDem)
- 장뤽 멜랑숑(60, 남, Jean Luc Mélenchon): 좌파당(PG)
- 에바 졸리(68, 여, Eva Joly): 당대표, 유럽의회 의원, 녹색당
- 니콜라 뒤퐁애냥(51, 남, Nicolas Dupont-Aignan): 당대표, 에손느 예르시 시장, 공화국세우기
- 자크 셰미나드 (70, 남, Jacques Cheminade): 연대와진보
- 나탈리 아르토 (42, 여, Nathalie Arthaud): 전 당대변인, 시의원, 노동자투쟁당
- 필립 푸투 (45, 남, Philippe Poutou): 자동차공장노동자, 반자본주의신당

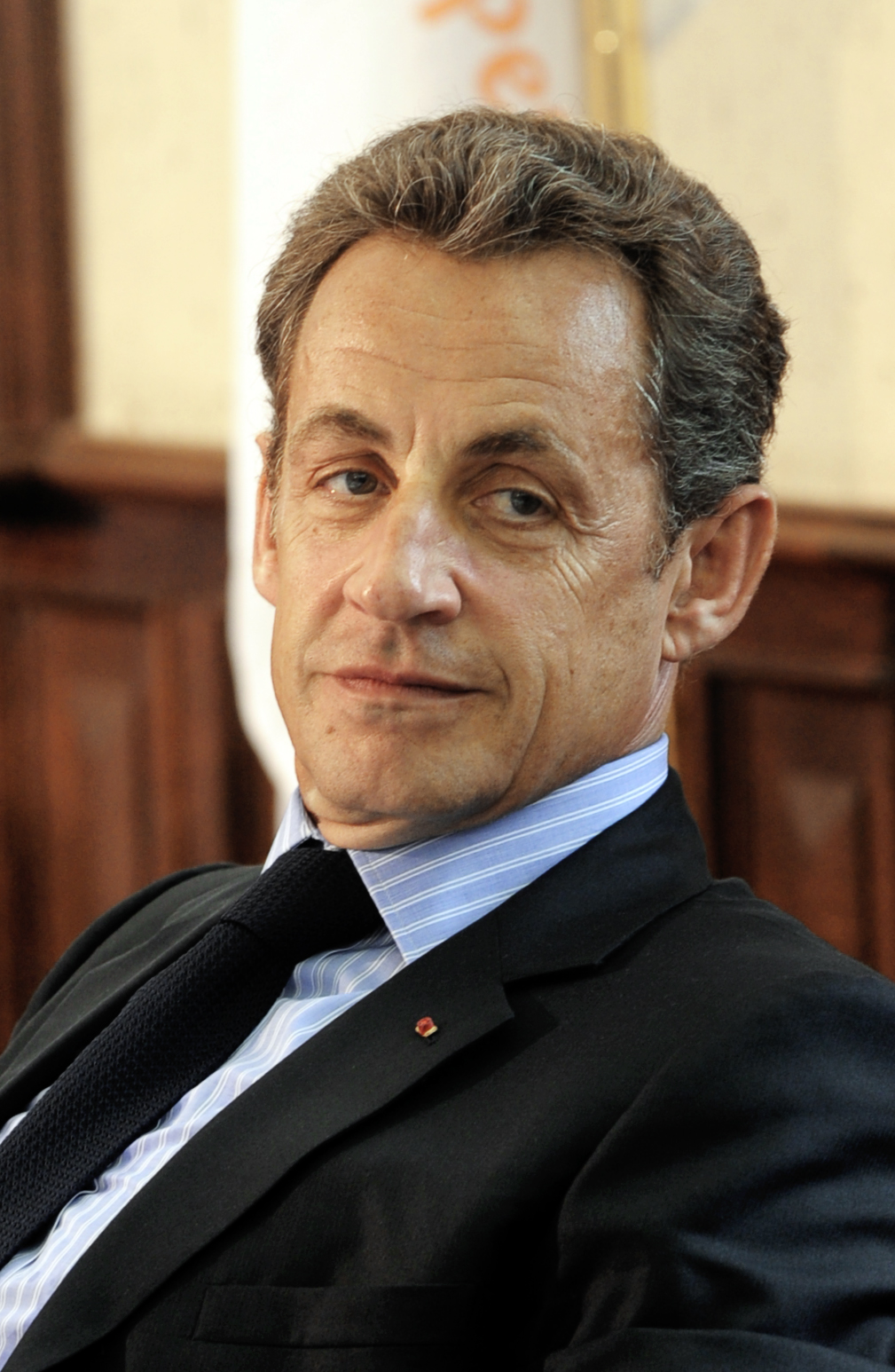
니콜라 사르코지 (2010)
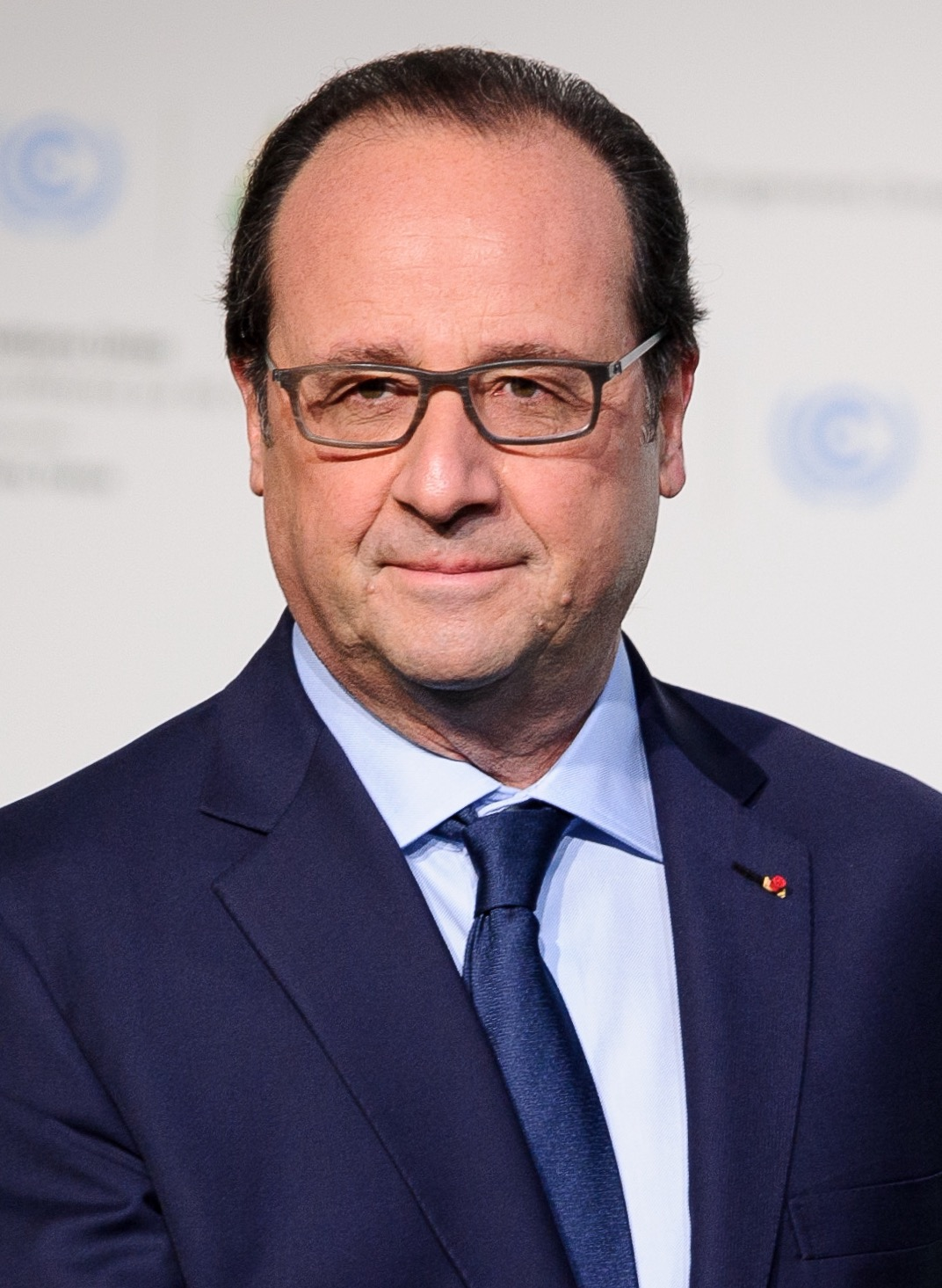
프랑수아 올랑드 (2015)
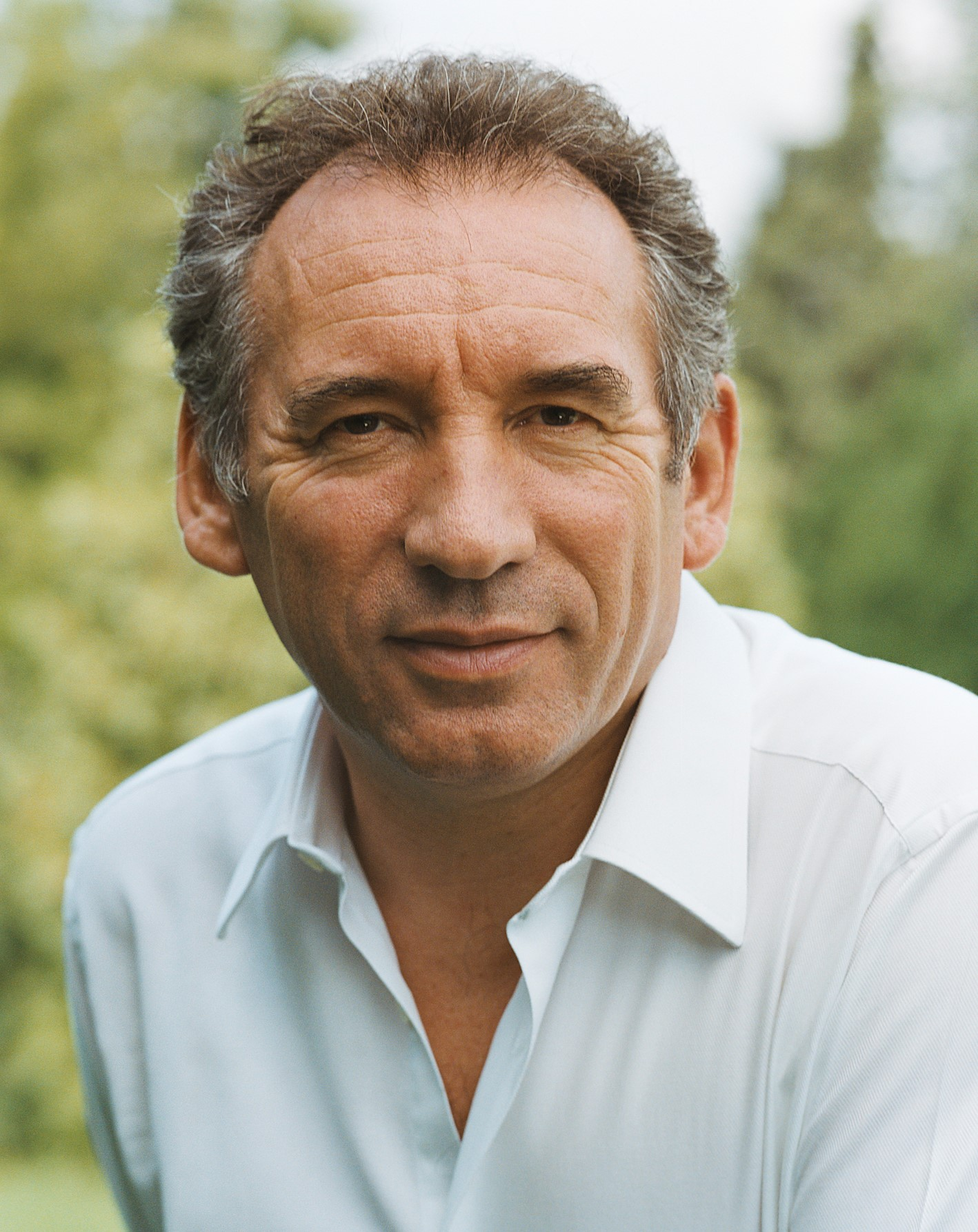
프랑수아 바이루 (2006)
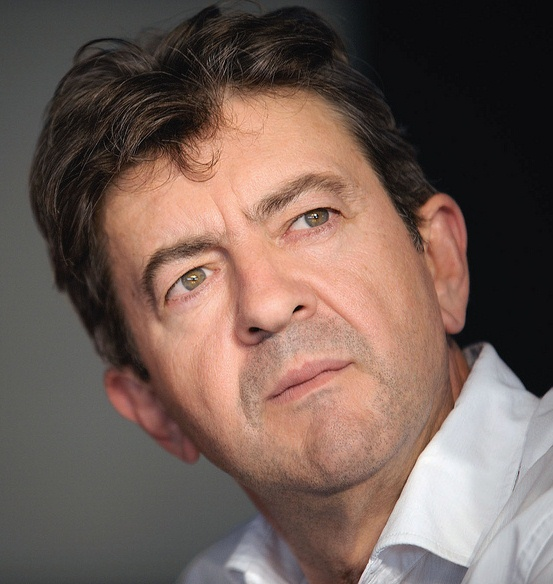
장뤽 멜랑숑 (2011)
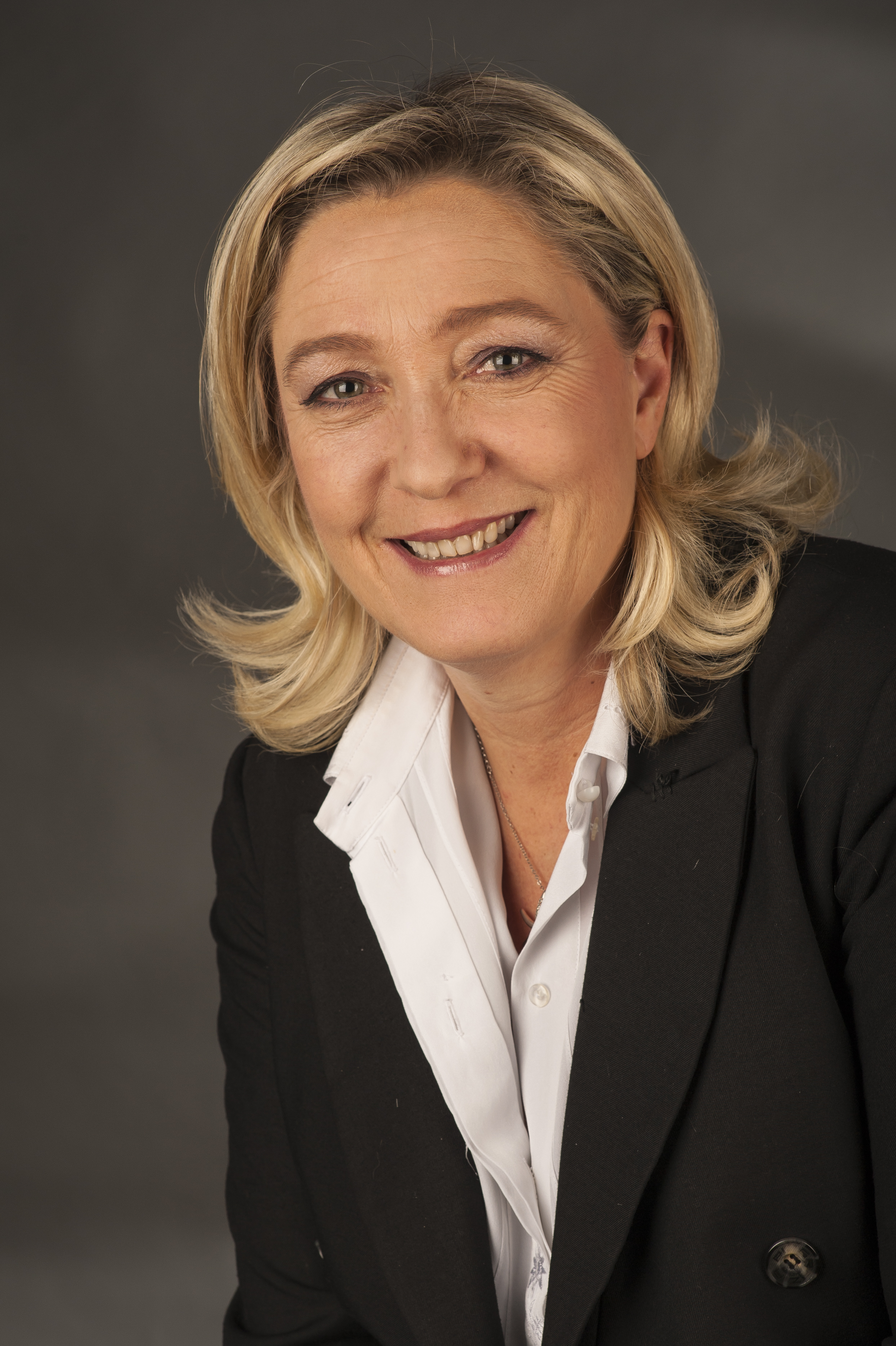
마린 르펜 (2011)
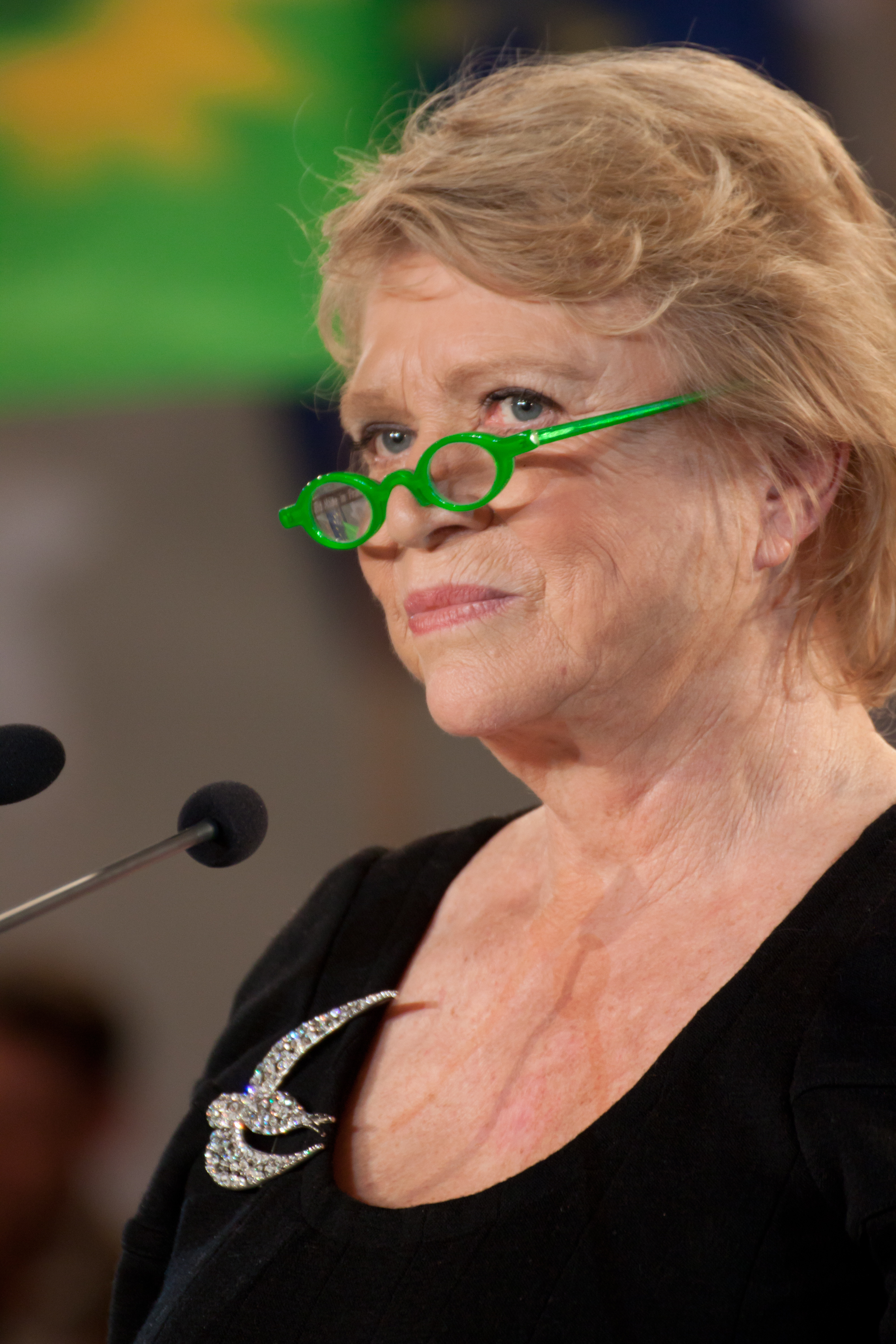
에바 졸리 (2012)
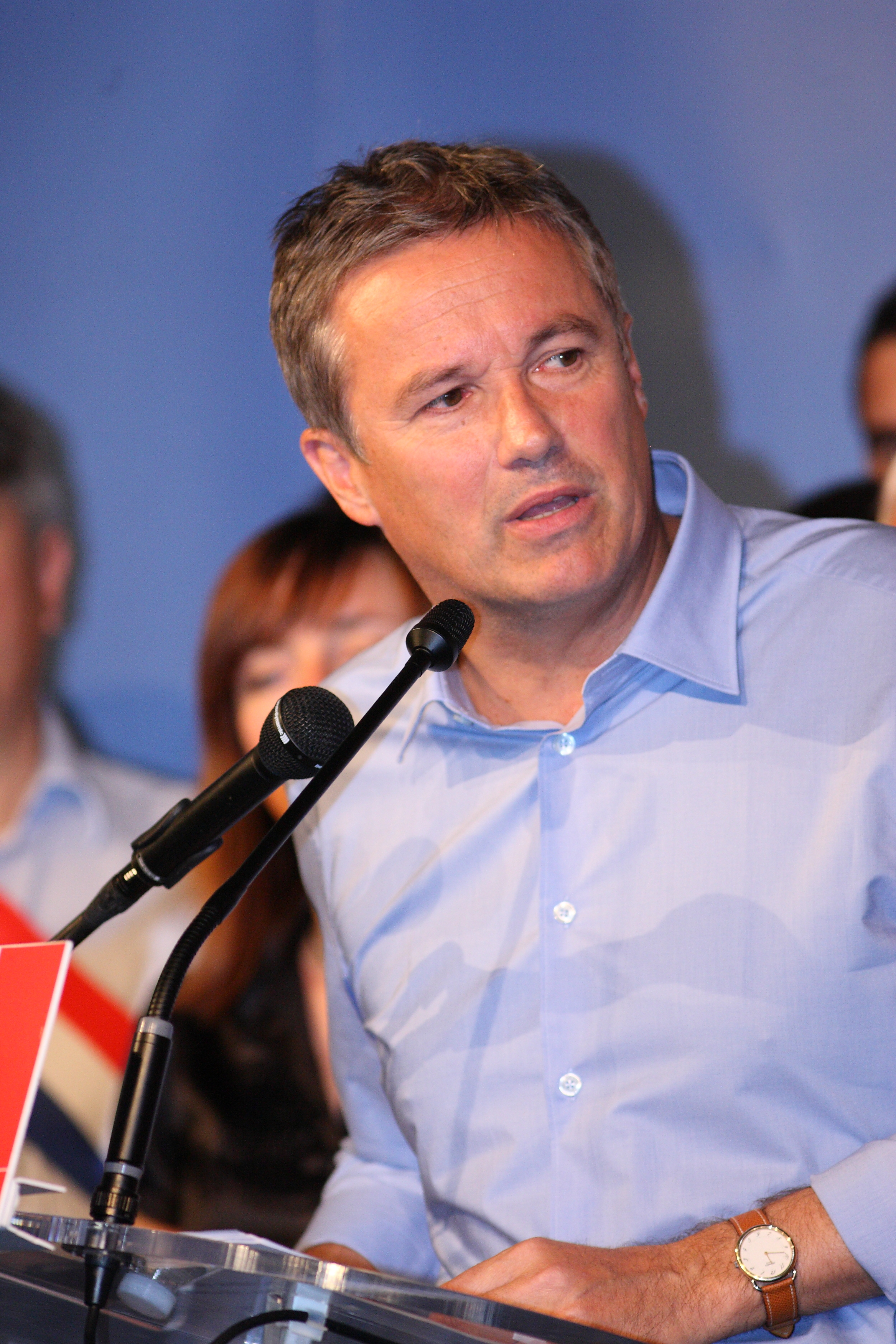
니콜라 뒤퐁-애냥 (2011)
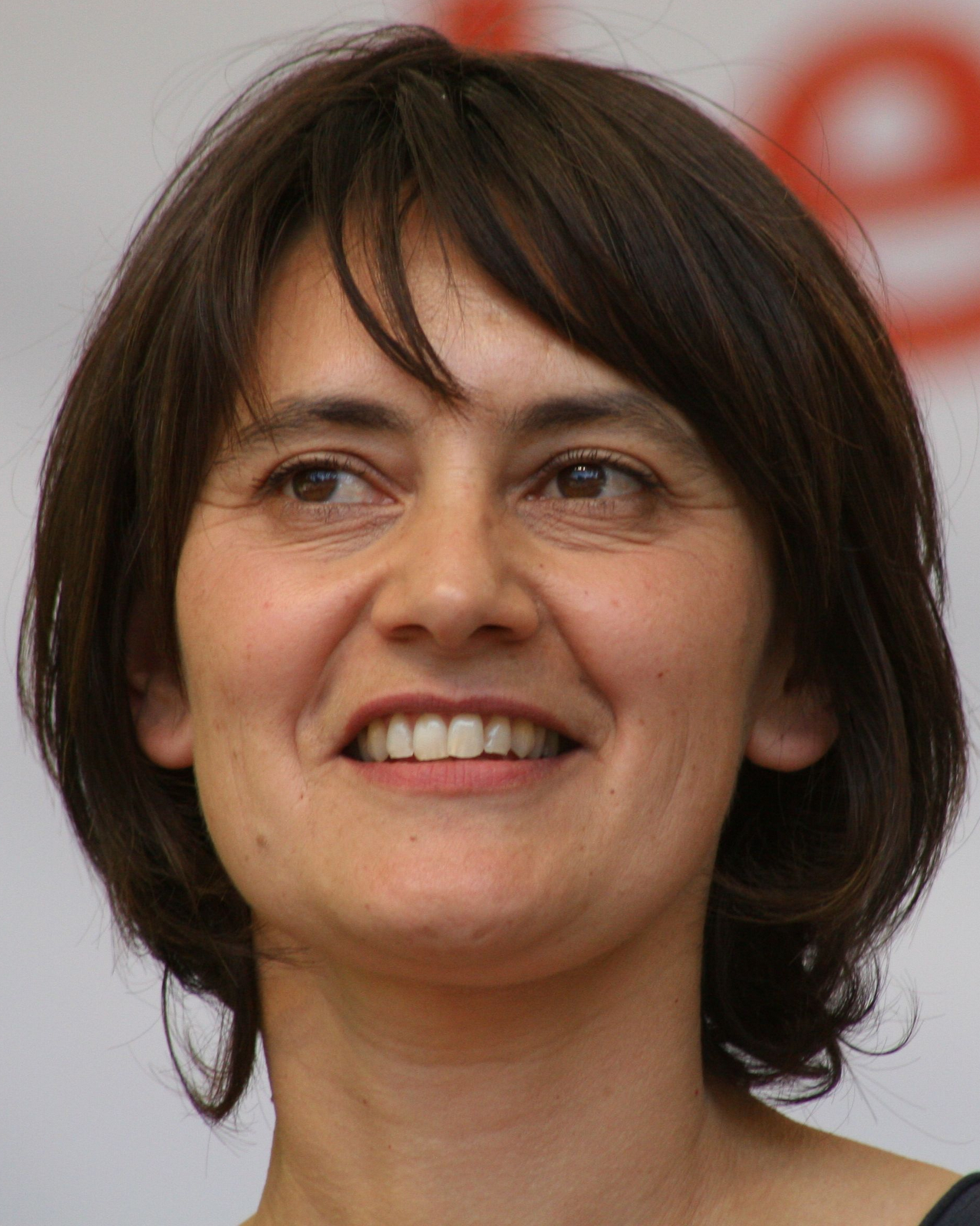
나탈리 아르토 (2012)
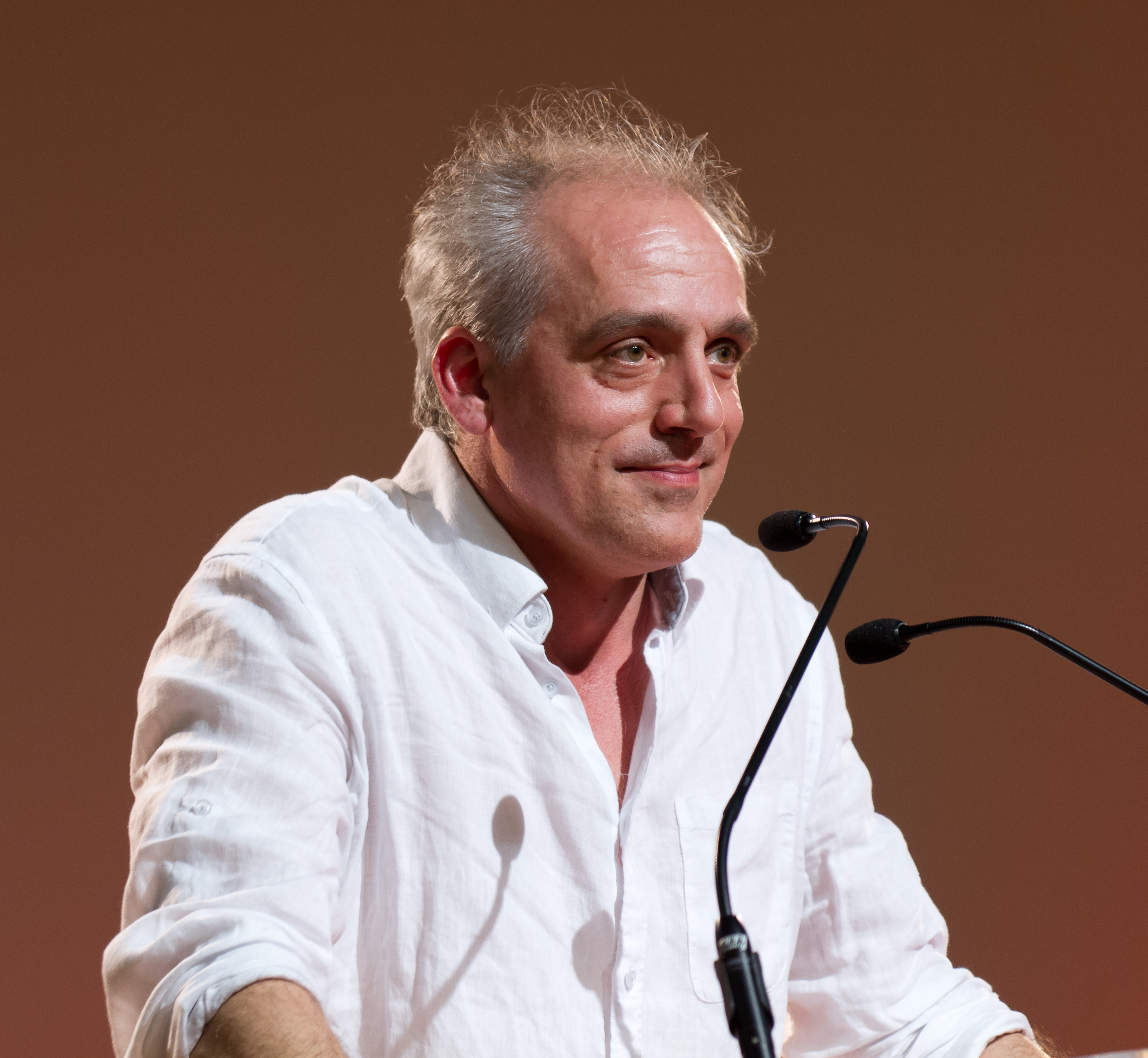
필립 푸투 (2012)

### 대중운동연합(UMP)
사르코지는 2012년 2월 15일 대중운동연합의 대선후보로 재출마한다고 공식선언했다.
사르코지는 원래 늦어도 "2011년 늦여름 또는 초가을"까지 대선 재출마여부를 결정하려했다. 하지만 "한명의 대선후보가 아닌 유로화 위기를 수습하는 국가지도자로 최대한 오래 남기"위해 출마선언을 최대한 늦췄다.
대중운동연합내에서는 사르코지의 경쟁자가 없었다. 다만 대중운동연합 당원이었던 니콜라 뒤퐁 애냥과 도미니크 드 빌팽이 다른 정당후보로 출마 선언했다. 그러나 빌팽은 500명의 추천인 서명을 받는데 실패해서 결국 대선에 참여하지는 못했다.
여론조사에 따르면 대중운동연합 지지자의 압도적 다수가 사르코지의 재입후를 지지하는 것으로 나타났다. 하지만 프랑스인의 다수는 반대하는 입장을 취하는 것으로 나타났다.
사르코지가 입후보하지 않을 경우 집권당 후보로는 현직 총리 프랑수아 피용, 전직 총리 알랭 쥐페 등이 거론되었다.
하지만 대선 직전에 언론 메디아파르가 사르코지와 카다피의 부정한 관계를 폭로했고, 사르코지의 지지율은 폭락했다. 결국 1차투표와 2차투표에서 모두 사르코지는 결국 패하고 말았다. 지스카르 데스탱 이후 약 30년만의 단임 대통령이라는 불명예도 떠앉게 되었다.

### 사회당(PS)
최대 야당인 사회당의 대선후보로는 전 당 제1서기였던 프랑수아 올랑드가 출마했다.
사회당은 대선후보를 개방형 국민경선을 통해 선출하였다. 이 경선에는 사회당 당원이 아니어도, 대선에 선거권을 가진 유권자가 "좌파의 가치"에 동의하고, 참가비로 최소 1유로를 내는 경우 누구나 투표할 수 있었다. 사회당은 이 경선에 다른 좌파정당의 후보고 함께 참여할 것을 요청했으나, 좌익급진당만이 이 요청에 응했다. 국민경선 1차투표는 2011년 10월 9일 실시됐으며, 결선투표는 10월 16일 실시됐다.
결선투표에는 올랑드가 56%를 득표해(1차투표 39%), 사회당 당수인 마르틴 오브리(1차투표 30%)를 물리치고 대선후보로 확정됐다. 1차투표에서는 2007년 대선 후보였던 세골렌 루아얄은 7%, 좌익급진당 당수 장-미셸 바이레 1% 득표에 그쳤다. 프랑스 하원 의원인 아르노 몽뜨부르와 마누엘 발이 각각 17%와 6% 득표를 했다.
사회당 대선후보 경선은 국제통화기금 총재와 프랑스 재무부 장관을 지낸 도미니크 스트로스칸 스캔들로 많은 영향을 받았다. 여론조사에서 사회당 대선후보와 대통령선거에서 압도적 지지를 받던 스트로스칸이 2011년 5월 14일 미국 뉴욕의 한 호텔에서 직원에 대한 성폭행 미수 혐의로 체포되고, 후보 출마를 포기함에 따라 사회당 대선후보 경선은 한 차례 크게 판세가 흔들렸다.
올랑드는 경선과정에서 프랑스의 원자력 비율을 현 75%에서 50%로 낮추겠다는 선거공약을 제시했다. 올랑드는 선거과정에서 독일사회민주당의 지그마 가브리엘등의 외국 사회/사회민주당 지도자들의 지지를 받았다.
사회당은 승리했다.

### 민주운동(MoDem)
중도파인 민주운동은 프랑수아 바이루를 대선후보로 재선출했다. 그는 2007년 대선에서도 민주운동 후보로 출마해 1차투표에서 18.6%의 득표율로 3위를 기록한 바 있다. 하지만 2011년 9월 여론조사에서는 저조한 지지율을 기록했으나, 2012년 여론조사에서는 국민전선의 마린 르 펜에 이어 4위를 기록했다.

### 국민전선(FN)
극우정당인 국민전선의 후보로는 당수인 마린 르 펜이 입후보했다. 2011년 여름에 실시된 여론조사에서는 마린 르 펜이 그녀의 아버지인 장마리 르펜이 2002년 대통령선거에서 그랬던 것처럼 결선투표에 진출할 수 있을 것으로 전망되었다. 하지만 2012년 1월 여론조사에서부터는 올랑드와 사르코지에 크게 뒤지는 3위를 기록하면서 결선투표 진출전망이 불투명해졌다.

### 좌파 전선
좌파 전선은 프랑스 공산당과 좌파당의 선거연합체로 장뤽 멜랑숑을 대선후보로 내세웠다. 공산당은 1974년이 처음으로 자당출신 후보를 입후보시키지 않았으며, 멜라숑은 선거 수주 전까지 10%이하의 지지율을 기록했으나, 선거가 다가오면서 12%-15%의 지지율을 기록하였다. 멜라숑은 최저임금을 1700유로로 인상할 것과 고소득자에 대한 과세강화, 대통령의 권한을 제한하는 개헌(6공화국)을 주장하고 있다.

### 녹색당
프랑스 녹색당도 대선후보를 국민경선을 통해 선출했다. 이 경선 결선투표에서 유럽의회 의원인 에바 졸리가 58.2%를 득표하면서 무소속 니콜라 윌로에 승리해 녹색당 대선후보가 되었다. 졸리는 이미 1차 투표에서 49.8%를 득표해 근소한 차이로 과반수 득표에 실패했었다. 2011년 9월 여론조사에서 7~10%의 지지율을 기록했고, 1월에는 2~4%로 내려갔다.

## 여론조사
여론조사 결과 사회당의 프랑수아 올랑드는 2011년 10월 출마이후 줄곧 선두를 지키고 있다. 공식선거운동기간이 시작된 이후 2위 후보 사르코지와 격차가 줄어들기는 했지만 순위에 변동이 없다. 3월 말, 4월 초에 현직 대통령 사르코지가 1차 투표 여론조사에서 근소한 차이로 앞서나가기도 했다. 그 이후 다시 올랑드가 앞서가기 시작했다. 올랑드와 사르코지간의 결선투표 여론조사에서는 1차 투표 전후 모두 프랑수아 올랑드가 6%-10%씩 앞서는 것으로 조사됐다.

## 선거 결과

### 1차 투표

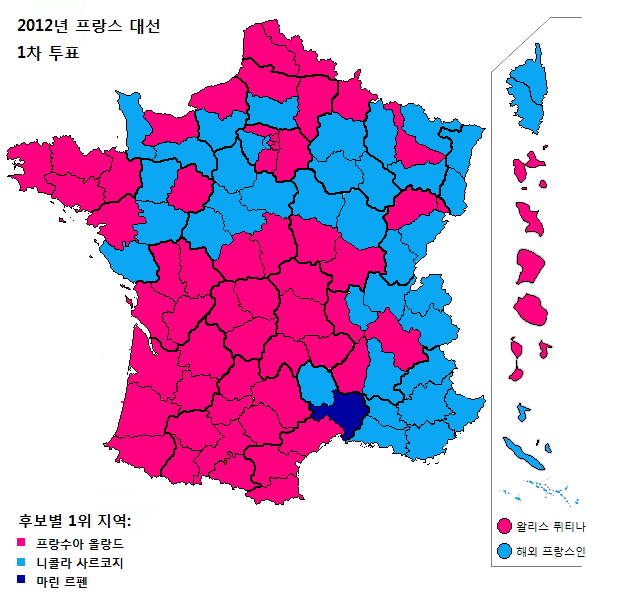
1차투표 지역별 최다득표자

1차 투표 선거결과는 여론조사 기관들의 예측과 유사한 결과가 나왔다. 예상대로 사회당의 프랑수아 올마린 르 펜이 17% 득표로 대선 1차 투표에서 역대 국민전선 후보 최다득표 기록을 갱신한 것이다. 한편 좌파전선의 멜라숑은 11% 득표하는데 그쳐 여론조사 기관의 예상에 못 미쳤다.

### 결선 투표
5월 6일 선거가 열렸고, 프랑수아 올랑드가 니콜라 사르코지를 누르고 당선되었다.
|                                       |                                     | 1차 투표 2012년 4월 22일 | 1차 투표 2012년 4월 22일 | 1차 투표 2012년 4월 22일 | 결선 투표 2012년 5월 6일 | 결선 투표 2012년 5월 6일 | 결선 투표 2012년 5월 6일 |
|                                       |                                     | 표수                     | 등록 유권자 대비         | 투표자 대비              | 표수                     | 등록 유권자 대비         | 투표자 대비              |
| 등록 유권자                           | 등록 유권자                         | 46,037,545               | 100.00 %                 |                          | 46,066,499               |                          |                          |
| 투표자                                | 투표자                              | 36,585,858               | 79.47 %                  |                          | 37,016,404               | 80.35%                   |                          |
| 유효표                                | 유효표                              | 35,885,739               |                          | 98.09 %                  | 34,869,996               |                          | 94.20%                   |
| 무효표 및 백지표                      | 무효표 및 백지표                    | 700,119                  |                          | 1.91 %                   | 2,146,408                |                          | 5.80%                    |
| 기권                                  | 기권                                | 9,451,687                | 20.53 %                  |                          | 9,050,095                | 19.65%                   |                          |
|                                       |                                     |                          |                          |                          |                          |                          |                          |
|                                       | 후보 (정당 및 선거연합)             | 득표                     | 기표 대비                | 비고                     | 득표                     | 기표 대비                | 비고                     |
|                                       | 프랑수아 올랑드 (사회당. PS)        | 10,273,582               | 28.63 %                  | 결선진출                 | 18,004,656               | 51.63%                   | 당선                     |
|                                       | 니콜라 사르코지 (대중운동연합. UMP) | 9,753,844                | 27.18 %                  | 결선진출                 | 16,865,340               | 48.37%                   |                          |
|                                       | 마린 르 펜 (국민전선. FN)           | 6,421,773                | 17.90 %                  |                          |                          |                          |                          |
|                                       | 장뤽 멜랑숑 (좌파 전선)             | 3,985,298                | 11.11 %                  |                          |                          |                          |                          |
|                                       | 프랑수아 바이루 (민주운동.MoDem)    | 3,275,349                | 9.13 %                   |                          |                          |                          |                          |
|                                       | 에바 졸리 (녹색당)                  | 828,451                  | 2.31 %                   |                          |                          |                          |                          |
|                                       | 니콜라 뒤퐁애냥 (공화국 세우기)     | 644,086                  | 1.79 %                   |                          |                          |                          |                          |
|                                       | 필립 푸투 (반자본주의신당.NPA)      | 411,178                  | 1.15 %                   |                          |                          |                          |                          |
|                                       | 나탈리 아르토 (노동자 투쟁.LO)      | 202,562                  | 0.56 %                   |                          |                          |                          |                          |
|                                       | 자크 셰미나드 (연대와 진보)         | 89,572                   | 0.25 %                   |                          |                          |                          |                          |
| 출처: 프랑스 내무부 2012년 대선페이지 |                                     |                          |                          |                          |                          |                          |                          |

## 선거 이슈

### 에너지 정책, 원자력 폐기
프랑스 사회당과 녹색당은 2011년 11월 선거 승리시 2025년까지 24개 원자력 발전소를 폐기를 합의했다. 이 숫자는 프랑스 원자력 발전량의 1/3에 해당한다. 좌익진영이 집권할 시, 가장 오래된 발전소인 피센아임(Fessenheim)원자력 발전소를 즉각 폐기하게 된다. 사회당 후보 올랑드는 선거 공약에서 프랑스의 원자력 의존도를 75%에서 2025년까지 50%로 줄이겠다고 밝혔다. 반면 녹색당은 독일처럼 2025년까지 원자력발전소의 완전폐기를 추구하고 있다.

### 경제 및 재정 정책
선거운동을 앞두고 신용평가기관인 스탠더드 앤드 푸어스가 2012년 1월 14일 프랑스의 신용등급을 AAA를 AA+로 강등시키면서, 경제 문제가 선거의 중요한 이슈가 되었다. 올랑드는 사르코지가 최고등급인 AAA를 지키는 전투에서 패했다고 주장했다. 녹색당의 에바 졸리와 마린 르 펜도 등급 강등을 사르코지의 실패로 규정했다. 총리 프랑수아 피옹과 재정부 장관 프랑수아 바루앙은 예를 들어 추가적 재정긴축을 통해 강등에 대응하는 것을 거부했다. 그들은 프랑스의 정책이 특정 신용평가기관이 정하는 것이 아니라 정부가 계획에 따라서 예산안을 정해야 한다고 주장했다.
올랑드는 선거공약의 핵심은 사르코지 정부에서 감면된 고소득자에 대한 과세 강화하는 전면적 세제 개혁이다. 세제 개혁을 통해 290억 유로의 추가 세원을 확보해 사회적 정의와 교육, 일자리 창출에 투자하겠다고 밝했다. 연금수급 연령도 상향 조정하지 않고 현행 60세를 유지하겠다고 했다. 또 2017년까지 균형재정을 이루고, 유럽재정협약에 대해서 재협상을 하겠다고 밝혔다. 사르코지는 이런한 공약이 프랑스의 재정적자와 국가부채를 늘리게 될 것이라 비판했다. 공공재정의 개선을 위해 공공지출을 위한 부채의 동결과 긴축정책을 펴야한다고 주장했다.

## 선거운동

### TV 토론
결선 투표를 앞두고 사르코지와 올랑드 간의 TV토론은 5월 2일 1번 실시됐다. 애초에 사르코지는 토론에 유리하다고 보고 3회 TV토론을 할 것을 주장했으나, 올랑드가 이를 거부한 바 있다.
TF1과 프랑스2 채널이 중계하고, 유권자의 절반인 2,000만명이 지켜보는 가운데 진행된 토론에서 양 후보는 열띤 토론을 벌였다. 올랑드는 “보수적인 사르코지 대통령이 부유층만 보호한 결과 프랑스가 유로화 재정 위기와 경기 둔화 영향을 크게 받았다."며 현 정부의 경제 정책을 공격하는 한편, 사르코지가 "정부와 공기업, 언론사 주요 직책을 자신의 정치적 패거리로 채우고 있다"고 날을 세웠다. 사르코지는 올랑드의 경제 정책이 유럽의 가장 성공적인 모델인 독일의 경제 정책과 정반대라며 올랑드가 프랑스를 경제 위기로 몰고 갈 것이라 공격했다. 또 위기속에 있는 세계 5위 경제대국인 프랑스를 책임지기에는 올랑드의 경험이 부족하다는 지적을 하기도 했다.
TV 토론 결과를 두고 언론들은 무승부라는 평가를 내렸다. 토론의 달인으로 불리는 사르코지가 TV 토론에서 올랑드를 압도하지 못하면서, 올랑드가 사실상 '승기를 굳혔다'는 평가를 받았다.